# HMS Liverpool (C11)
Pour les autres navires du même nom, voir HMS Liverpool.
Le HMS Liverpool est un croiseur léger de classe Town en service dans la Royal Navy pendant la Seconde Guerre mondiale.

## Historique
Après sa mise en service, le Liverpool rejoint le 4e escadron de croiseurs basé dans les Indes orientales en 1939, avant d'être transféré dans le 5e escadron de croiseurs basé en Chine. En janvier 1940, il crée un incident diplomatique lorsqu'il intercepte le paquebot Asama Maru (en) au large des côtes du Japon.

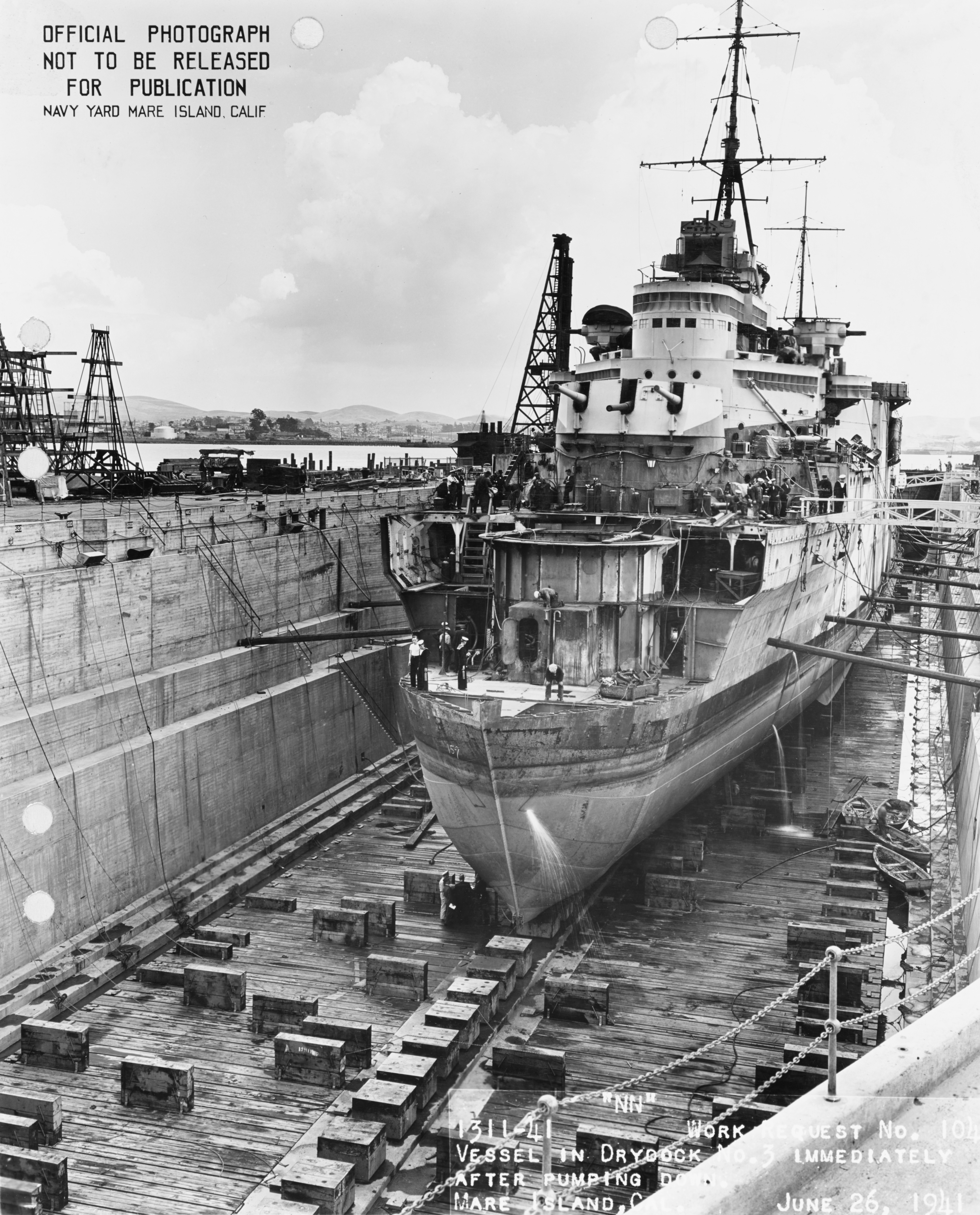
Le Liverpool en carénage au Mare Island Naval Shipyard le 26 juin 1941.

Le 20 mai 1940, il est transféré dans la Home Fleet en Méditerranée, où, huit jours plus tard, il fait partie de la force de croiseurs ayant coulé le destroyer italien Espero, lors de la bataille du convoi d'Espero. Au cours de l'affrontement, le Liverpool est touché par un obus italien de 4,7 pouces. Le 9 juillet, il prend part à la bataille de Punta Stilo, tirant les premiers coups de canons 15 h 22 en compagnie de son sister-ship Neptune. Trois jours plus tard, le Liverpool est attaqué par des avions italiens lors de son retour vers Alexandrie, en Égypte, tuant plusieurs personnes et en blessant trois autres, dont le commandant du croiseur.

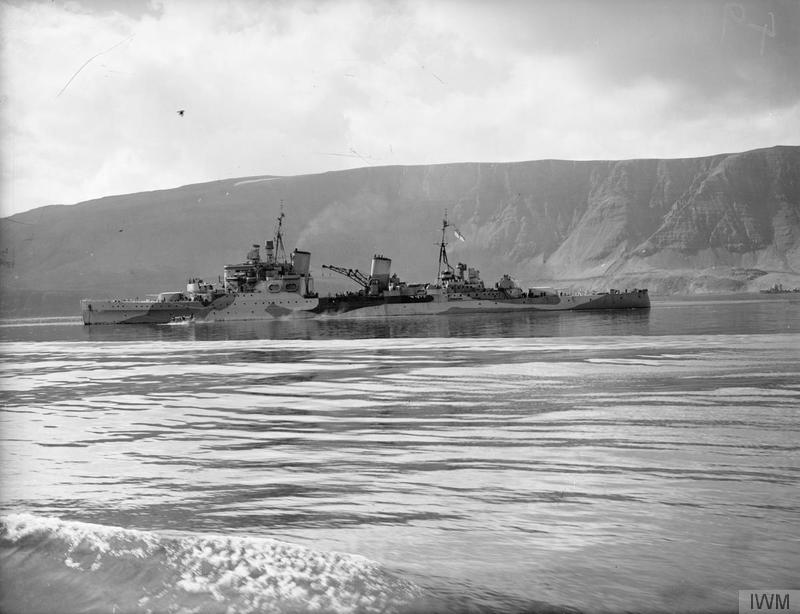
Le Liverpool en Islande en 1942.

Le 29 juillet, alors qu'il escortait le convoi AN.2 entre l'Égypte et un port grec en mer Egée, le croiseur est touché par une bombe larguée depuis un bombardier-torpilleur italien, qui pénètre deux ponts et explose, tuant le matelot Patrick Leslie Harney, âgé de 32 ans. Les réparations temporaires effectuées à Alexandrie durent jusqu'en avril 1941, date à laquelle le navire rejoint Sea Island, en Californie, pour des réparations complètes. Neuf canons Oerlikon de 20 mm furent notamment ajoutés. En novembre 1941, il part pour la Grande-Bretagne, principalement pour faire installer des systèmes radar améliorés. Le croiseur est de nouveau opérationnel en janvier 1942, rejoignant en mars le 18e escadron de croiseurs à Scapa Flow pour prendre part aux missions de convoyages dans l'Arctique.

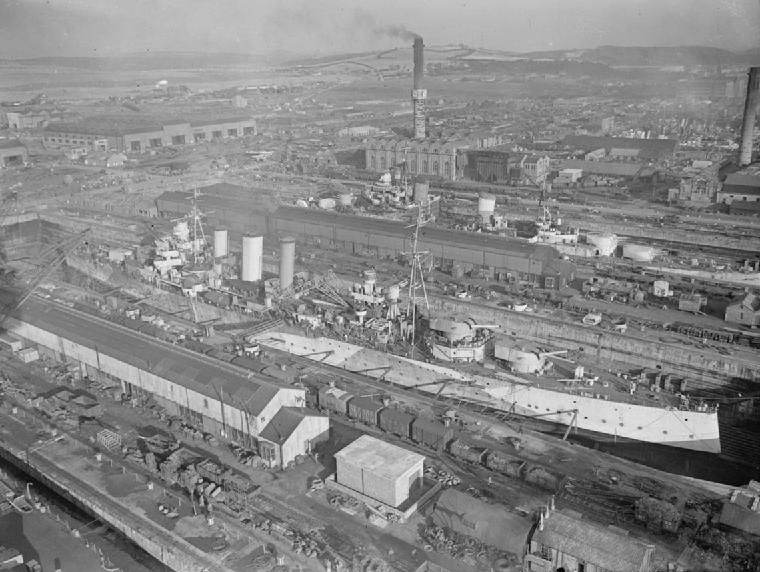
Le (au premier plan) et le Liverpool en cale sèche à Rosyth le 1 novembre 1943.

Le Liverpool rejoint de nouveau la Méditerranée le 5 juin 1942 pour participer à l'opération Harpoon, une mission de convoyage visant à ravitailler l'île de Malte. Alors qu'il était affecté à la Force W couvrant le convoi WS.19 le 14 juin, le Liverpool et le convoi sont attaqués par au moins 38 appareils de l'Axe, paralysant le croiseur et coulant le cargo néerlandais Tanimbar. La torpille heurta le côté tribord du Liverpool, dans la salle des machines, inondant partiellement le croiseur et neutralisant ses machines et son mécanisme de direction. Réduit à une vitesse de 4 nœuds (7,4 km/h), il est remorqué jusqu'à Gibraltar par destroyer Antelope. Le bilan des victimes fait état de 15 tués et 22 blessés parmi l'équipage. Après des réparations temporaires à Gibraltar en juillet, le navire rejoint la Grande-Bretagne le mois suivant. Bien qu'opérationnel après des réparations achevées à Rosyth en juillet 1943, le personnel, en nombre insuffisant à cette période, sera affecté sur le navire qu'à la fin de 1945.

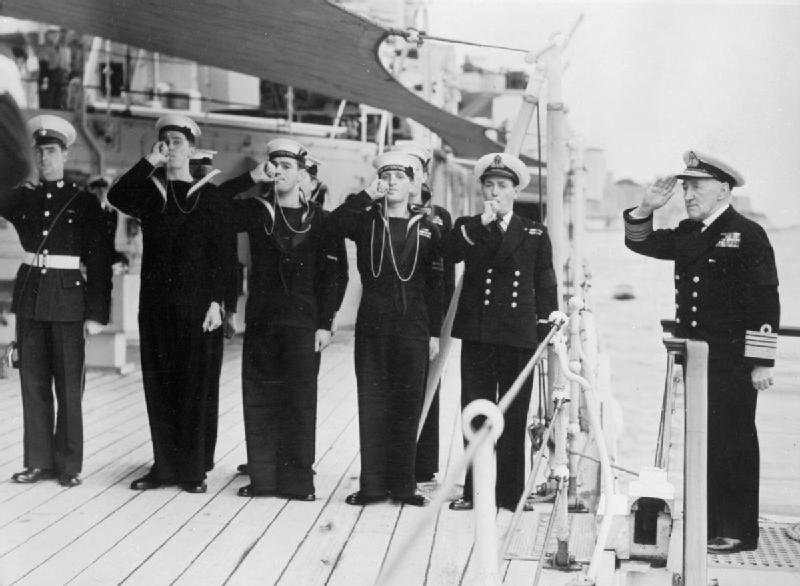
L'amiral, First Sea Lord, à bord du Liverpool à La Valette (Malte) en 1952. Le croiseur était à ce moment vaisseau amiral de la Mediterranean Fleet.

En octobre 1945, il rejoint le 15e escadron de croiseurs de la Mediterranean Fleet, puis le 1er escadron de croiseurs, dans lequel il servit pendant près de sept ans, principalement en tant que vaisseau amiral. En 1952, il est placé en réserve à la base navale de Portsmouth. Une rénovation fut un temps évoquée, la Royal Navy décidant finalement de remplacer ses vieux croiseurs par des destroyers lance-missiles de classe County et les trois croiseurs lance-missiles de classe Tiger. Le Liverpool fut finalement vendu à une entreprise de démolition à Bo'ness le 2 juillet 1958 et démoli les 12 mois suivants.